# Suurijärvi (sjö i Tuusniemi, Norra Savolax)
Suurijärvi är en sjö i kommunen Tuusniemi i landskapet Norra Savolax i Finland. Den är 12,8 meter djup. Arean är 47 hektar och strandlinjen är 6,09 kilometer lång. Sjön  ingår i Vuoksens huvudavrinningsområde.   Den ligger omkring 34 kilometer öster om Kuopio och omkring 350 kilometer nordöst om Helsingfors. 